# アーノルド坊やは人気者
アーノルド坊やは人気者（アーノルドぼうやはにんきもの、原題: Diff'rent Strokes）は、アメリカのテレビ局（1978年から1985年まではNBC、1985年から1986年まではABC）で放映された30分のシットコム。制作はタンデム・プロダクションおよびエンバシー・テレビジョン。

## 概要
貧民街出身の主人公の黒人少年アーノルド・ジャクソンは、母の死をきっかけに兄のウィリスと共に、母が家政婦として務めていた白人の資産家ドラモンドの養子となり、ドラモンドの娘キンバリーと共に暮らすことになる。このコメディは、ドラモンド家の中で起こるさまざまなエピソードを軸として、シリアスな人間模様をコメディー形式で描いている。コメディでありながら、麻薬や人種差別問題などシリアスなテーマを取り上げており、8シーズンで189話にわたる人気シリーズとなった。
作品には、モハメド・アリやナンシー・レーガンといった著名なゲストが多数出演した。パイロット版のタイトルは「45 Minutes From Harlem（ハーレムから45分）」であった。ドラマの設定上のドラモンド家の住所は、ニューヨーク市パークアベニュー697。
日本語吹き替え版は中部日本放送（TBS系列、CBC）と東北新社によって製作され、CBCでは1982年3月11日 から1984年9月27日まで、木曜19:00 - 19:30枠で松坂屋一社提供の中京ローカル番組として放映された。1998年からスーパーチャンネル（スーパー!ドラマTV）で何年間かリピートを繰り返して全話が放送されたことがある。
中京地方以外の各地でも放送されたが、関東広域圏全域では放送されず（独立局の千葉テレビで放送されたのみだった）、結果として作品の知名度が地域ごとに大きく分かれることとなった。番組は放送経緯からJNN協定の対象外の番組となり、ほとんどの地域でTBS系列局の有無に関係なく系列外のテレビ局で放映された。

## 変遷

### シーズン1–4 (1978-1982)
家政婦ギャレット役のシャーロット・レイが、主演作｢The Facts of Life｣に出演するため降板。それを引き継ぐ形で新キャラクター、アデレード（ニドラ・ボルツ）を準レギュラーキャストとして登場させた。因みに｢The Facts of Life｣は本作のクロスオーバー(スピンオフ)作品である。

### シーズン5–6 (1982-1984)
メアリー・ジョー・キャトレット演じる三代目の家政婦ギャラガーがレギュラーキャストとして参加。シーズン6中盤、キンバリー役のダナ・プラトーが妊娠。当初はプラトーにキンバリー役を続投させる予定であったが、やはり妊娠はキンバリーのイメージに合わないという判断でプラトーは降板し、シーズン7・8ではゲストとして登場した。ドラマ上では直接的には描かれていないが、キンバリーはパリに留学したという設定になっている。この時期、視聴率が低下し始めたため、てこ入れとしてドラモンドの再婚相手のマギー（ディクシー・カーター）とその息子サム（ダニー・クックシー）を新キャラクターとして登場させた。

### シーズン7 (1984-1985)
シーズン7からは、アーノルドとその義弟サムを中心に据えたストーリーが中心となっていくが、視聴者の評価は得られなかった。シーズン7を最後にマギー役のディクシー・カーターが降板。1985年春。NBCはシーズン8以降を放送しないことを発表した。

### シーズン8 (1985-1986)
放映局が、NBCからABCに移り、シーズン8が最終シーズンになることが発表された。ディクシー・カーターに代わり、メアリー・アン・モブリーがマギー役として登場した。

## 登場人物
アーノルド・ジャクソン
演：ゲーリー・コールマン、吹替：堀絢子
主人公。小柄でぽっちゃりほっぺがトレードマーク。ドジでよく失敗もするが持ち前の話術と陽気な性格で乗り切る。「冗談（は）顔だけにしろよ」が決めゼリフ。
ウィリス・ジャクソン
演：トッド・ブリッジス、吹替：野沢雅子
アーノルドの兄。アーノルドとはとても兄弟仲は良い。たまに兄の権力を笠にアーノルドを押さえ込むこともあるが、アーノルドが不良グループに絡まれた時には、自分を顧みずアーノルドを救うべく1人で対峙したこともある。スポーツ万能で女の子によくもてる。作中ではバク転も華麗にこなすシーンもあった。
フィリップ・ドラモンド
演：コンラッド・ベイン、吹替：川久保潔
アーノルドとウィリス兄弟の養父で、キンバリーの実父。いつも家族を優しい目で見守っている。ドラモンドカンパニー社長。基本的に真面目な性格で曲がったことは嫌いだが、たまにオヤジギャグを言って場が冷めることも。
キンバリー・ドラモンド（シーズン1-6、シーズン7・8はゲスト出演）
演：ダナ・プラトー、吹替：瀬戸薫
フィリップの実の娘。容姿端麗で頭が良く負けず嫌い。
エドナ・ギャレット（シーズン1-2）
演：シャーロット・レイ、吹替：寺島信子
初代お手伝いさん。
アデレード・ブルベーカー（シーズン2-4）
演：ニドラ・ボルツ、吹替：？
2代目お手伝いさん。小柄で初老の女性。
シャーリーン・デュプレイ（シーズン3-6）
演：ジャネット・ジャクソン、吹替：榊原良子
ウィリスの恋人。
ソフィアおばさん（シーズン4-6）
演：ドディ・グッドマン、吹替：？
フィリップの姉。
ダドリー・ジョンソン（シーズン3-8）
演：シェイバー・ロス、吹替：？
アーノルドの友人。
パール・グレッグハー（シーズン5-8）
演：メアリー・ジョー・キャトレット
3代目お手伝いさん。歌が凄く上手くフィリップの再婚時の結婚式ではその喉を披露した。
チャン先生（シーズン4-5）
演：ロザリンド・チャオ
アーノルドの学校の先生のアジア系の女性。
マギー・マッキニー・ドラモンド（シーズン6-8）
演：ディクシー・カーター（シーズン6・7）、メアリー・アン・モブリー（シーズン8）
フィリップの再婚相手の妻。元テレビエアロビクスのインストラクター。
サム・マッキニー（シーズン6-8）
演：ダニー・クックシー、吹替：伊藤美紀
マギーの息子。
リサ・ヘイズ（シーズン4-8）
演：ニッキー・スウェイシー、吹替：三田ゆう子
クラス委員長。優等生でアーノルドとは敵対関係。

## 主なゲスト
本作では複数の有名人がゲスト出演した。
- モハメド・アリ（プロボクサー。元世界チャンピオン。本人役）シーズン2 第6話
- レジー・ジャクソン（プロ野球選手。ラリー役）シーズン2 第9話
- モリー・リングウォルド（後に全米のアイドルとなる女優。モリー役）シーズン2 第24話
- ジャネット・ジャクソン（ミュージシャン。ウィリスの恋人シャーリーン役。）準レギュラー。
- ノブ・マッカーシー（日系人女優。ドラモンドの元恋人役）シーズン4 第10話
- ドロシー・ハミル（フィギュアスケート選手。本人役）シーズン5 第18話
- ナンシー・レーガン （レーガン元大統領夫人。本人役）シーズン5 第22話
- ミスター・T（「特攻野郎Aチーム」のコング役）シーズン6 第1話
- デビッド・ハッセルホフ （「ナイトライダー」のマイケル・ナイト役）シーズン6 第16、17話
- ダナ・キンメル（女優。キンバリーの友人ミシェル役）シーズン6 第24話
- ディック・サージェント（俳優。ストーン校長役）シーズン7 第5話他
- フォレスト・ウィテカー（俳優）シーズン8 第3話

## 日本での放送局
| 放送地域       | 放送局                   | 放送日時 | 系列           | 備考       |
| -------------- | ------------------------ | --- | -------------- | ---------- |
| 中京広域圏     | 中部日本放送             | 木曜 19:00 - 19:30（1982年3月11日-1984年9月27日） | TBS系列        | 制作局     |
| 北海道         | 札幌テレビ               | 日曜 8:00 - 8:30 日曜 9:00 - 9:30 | 日本テレビ系列 |            |
| 岩手県         | テレビ岩手               | 火曜 17:30 - 18:00 | 日本テレビ系列 |            |
| 山形県         | 山形テレビ               | 土曜 18:00 - 18:30（1985年3月まで）→ 土曜 18:30 - 18:00（1985年4月から） | フジテレビ系列 |            |
| 宮城県         | ミヤギテレビ             | 月曜 - 木曜 17:30 - 18:00（1984年7月 - 11月）→ 月曜 - 水曜 17:00 - 17:30（1985年9月 - 11月）→ 月曜 - 金曜 17:30 - 18:00（1986年9月 - 1987年2月）→ 月曜 - 金曜 17:30 - 18:00（1989年1月 - 7月） | 日本テレビ系列 |            |
| 福島県         | 福島テレビ               | 日曜 17:00 - 17:30（1982年10月 - 1983年9月）→ 金曜 19:00 - 19:30（1983年10月 - 1985年3月）→ 土曜 17:30 - 18:00（1985年4月）                                                                    | フジテレビ系列 | [ 注釈 3 ] |
| 福島県         | 福島中央テレビ           | 月曜 - 木曜 17:30 - 18:00 （1987年9月 - 1988年3月、1988年10月 - 11月） | 日本テレビ系列 |            |
| 千葉県         | 千葉テレビ               | 日曜 8:00 - 8:30 | 独立局         |            |
| 新潟県         | 新潟テレビ21             | | テレビ朝日系列 |            |
| 富山県         | 富山テレビ               | 木曜 19:00 - 19:30（1986年頃） | フジテレビ系列 |            |
| 石川県         | 石川テレビ               | 月曜 19:00 - 19:30（1986年頃） | フジテレビ系列 |            |
| 福井県         | 福井テレビ               | | フジテレビ系列 |            |
| 静岡県         | テレビ静岡               | 金曜 19:00 - 19:30 土曜 14:00 - 14:30 | フジテレビ系列 |            |
| 関西広域圏     | 関西テレビ               | 月曜 19:00 - 19:30（1983年4月4日～1983年6月6日） 土曜 8:00 - 8:30（1984年1月7日～1984年3月31日）                                                                                               | フジテレビ系列 |            |
| 鳥取県・島根県 | 山陰中央テレビジョン放送 | | フジテレビ系列 |            |
| 岡山県・香川県 | 山陽放送                 | 日曜 16:25 - 16:55 | TBS系列        |            |
| 広島県         | 中国放送                 | 金曜 11:15 - 11:45 | TBS系列        |            |
| 広島県         | 広島テレビ               | 月曜 - 木曜 17:30 - 18:00（1985年5月1日から） | 日本テレビ系列 |            |
| 福岡県         | テレビ西日本             | 金曜19:00-19:30(1983年9月まで) | フジテレビ系列 |            |
| 長崎県         | テレビ長崎               | | フジテレビ系列 |            |

## トリビア

### 「冗談は顔だけにしろよ」の背景
アーノルドの「冗談は、顔だけにしろよ」は元々のセリフの直訳ではなく、日本語版の翻訳の際に日本の視聴者向けに作られた言葉。オリジナル英語版では"Whatchoo talkin'bout, Willis?"（お前何言ってんだよ、ウィリス？）といい、この番組のトレードマークになった。

### 番組名の由来
番組名の原題「Diff'rent Strokes」は英語の慣用句"diff'rent strokes for diff'rent folks"（人それぞれ、十人十色といった意味）から来ているが、これはスライ&ザ・ファミリー・ストーンの1968年のヒット曲「エヴリデイ・ピープル」の有名なフレーズとして知られている（2005年にリリースされたスライ&ザ・ファミリー・ストーンのトリビュートアルバムのタイトルにもなっている）。日本以外では「白と黒」（Blanco y Negro、スペイン語圏）「ハーレム対マンハッタン」（イタリア）「他に質問は？アーノルド」（ドイツ）などの翻訳題で放送された。

## 日本語版スタッフ
- 演出 - 河村常平
- 翻訳 - 岩本令
- 効果 - 遠藤尭雄、桜井俊哉
- 調整 - 国松光敏
- 配給 - ソニー・ピクチャーズ・エンタテインメント（ジャパン）
- 制作 - 中部日本放送、東北新社

## DVD
日本ではソニー・ピクチャーズ・エンタテインメント（ジャパン）から、第1シーズンのDVDが発売された。吹替音声も収録されているが、当時日本でカットされた場面や放映されなかったエピソードの音声は英語のみである（日本語／英語字幕も収録）。
- コンプリート 1st シーズン（2009年8月26日発売）